# Pironti

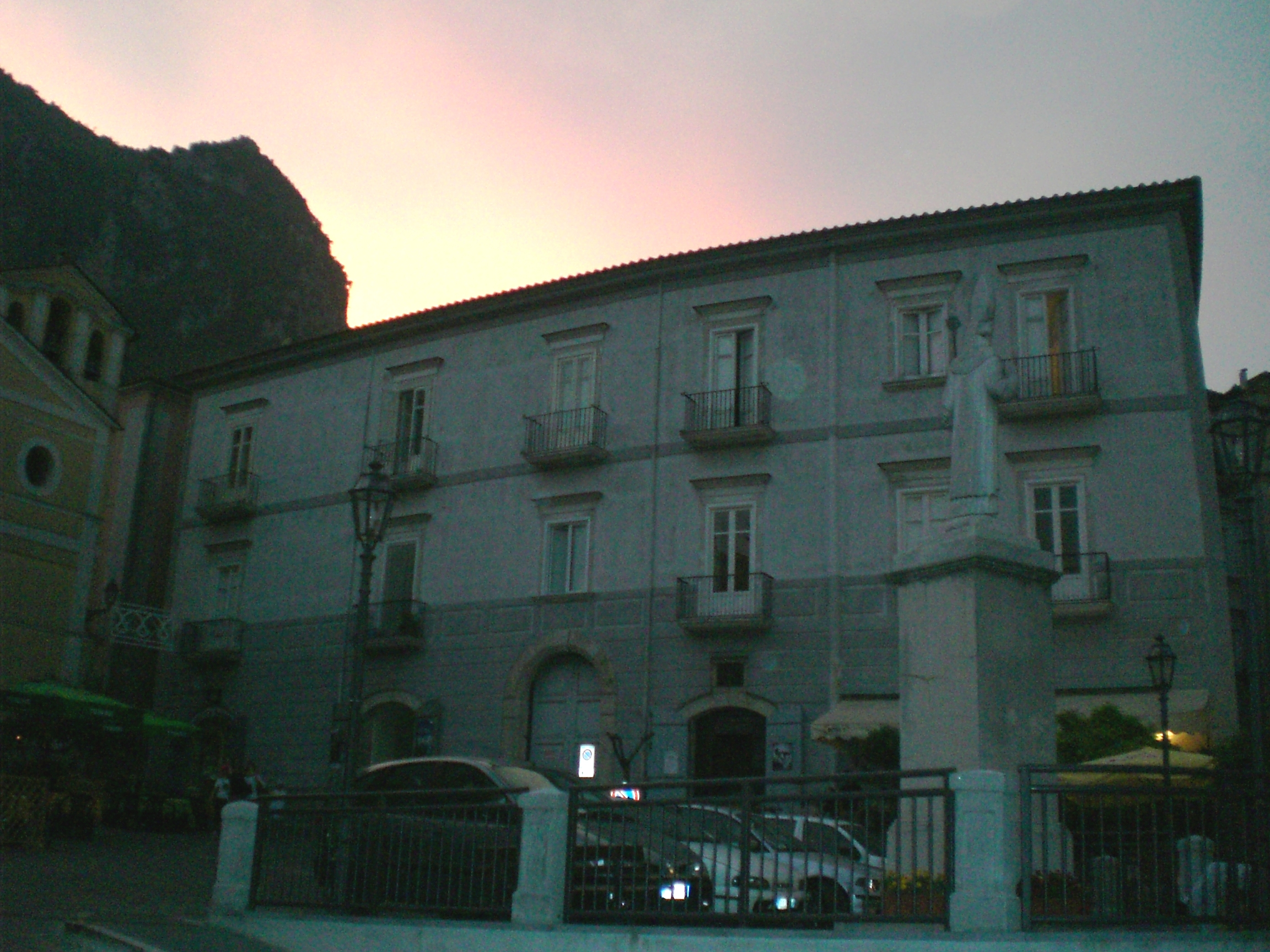
Il Palazzo Ducale Pironti a Campagna

I Pironti sono un'antica famiglia originaria di Ravello ed ascritta a quel patriziato, a quello di Barletta, Bari, Trani e Napoli fuori seggio.

## Storia
Nel 1018, Mauro e Orso figli di Sergio Pironti, insieme con altri patrizi ravellesi, fondarono la Chiesa di San Giovanni del Toro, tuttora esistente, dove possedevano una cappella.
Pantaleone Pironti fu Vescovo di Ravello (1210-1220), creato da Innocenzo III (1198-1216), e ottenne, per sé e per i suoi successori, ampia conferma dei privilegi di cui avevano goduto gli altri vescovi ravellesi suoi predecessori.
Giordano († 1269) fu creato cardinale diacono con titolo dei Santi Cosma e Damiano da Urbano IV nel 1262, fu Vice Cancelliere di Santa Romana Chiesa e morì durante il celebre e lunghissimo Conclave di Viterbo (1268-1271). È sepolto nella Basilica di San Francesco alla Rocca in Viterbo.
Angelo fu uno dei mutuatari di mille once d'oro a Carlo I, insieme con altri patrizi ravellesi nel 1275, per questo ne ebbero in pegno la corona reale; da questo sovrano fu poi nominato, nel 1278, Secreto di Puglia.
La famiglia era feudataria di San Benedetto e Gallano in Puglia fin dal 1391; qualificata con il titolo di Miles dal 1404; fu compresa nel diploma (1-12-1419) di esenzione a favore della nobiltà locale dalla Regina Giovanna II di Napoli (1414-1435).
Fu sempre annoverata tra le famiglie nobili fuori Sedili di Napoli, dove da antico tempo aveva fissato la sua dimora e perciò fu reintegrata al patriziato di Ravello nel 1647 in persona di Giacomo Antonio, con anzianità 1419.
Nicola ebbe la città di Campagna eretta in ducato, con Regio diploma dato a Madrid il 24 marzo 1694, esecutoriato in Napoli il 30 aprile dello stesso anno.
Michele Pironti, insigne patriota, Magistrato, Deputato, Senatore, Ministro Guardasigilli, fu creato Conte da Vittorio Emanuele II. Nicola fu Guardia Nobile Pontificia.

## Titoli nobiliari e blasonatura stemma

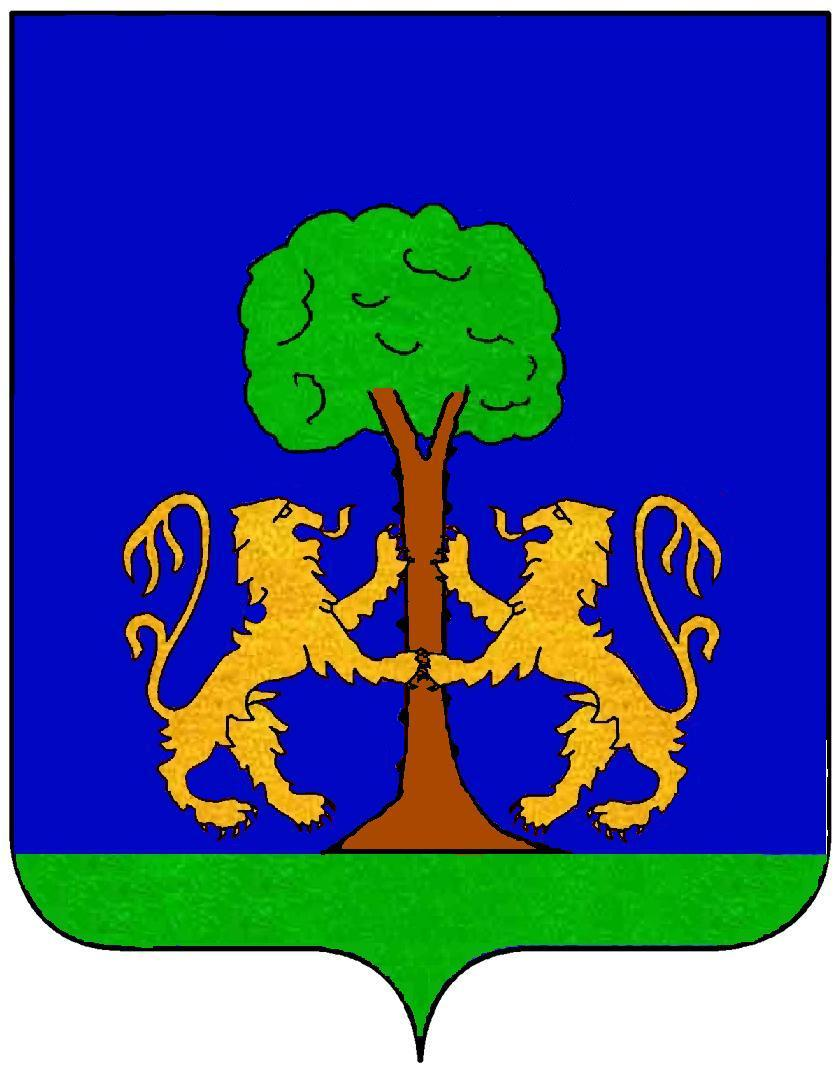
Lo stemma dei Pironti, duchi di Campagna.

La Famiglia è stata iscritta nel Libro d'Oro della Nobiltà Italiana e nell'Almanacco di Gotha con i titoli di Patrizio di Ravello (m), Duca di Campagna (mpr), Nobile dei Duchi di Campagna (mf), trattamento di Don e Donna, RR.LL.PP. di ricon. 14 novembre 1909 e 28 aprile 1912; Conte (mp) per il ramo di Giuseppe (1889-1965), Nobili dei Conti (mf), R.D. di conc. 10 mar. 1921 e RR.LL.PP. 5 febb. 1922; Conte (mp) per il ramo di Michele (1814-1885), Nobili dei Conti (mf), R.D. di conc. 18 nov. 1869 e RR.LL.PP. 19 febb. 1873.
Arma: d'azzurro al pero nodrito nel terreno erboso al naturale, sostenuto da due leoni controrampanti d'oro.